# Pima Air and Space Museum

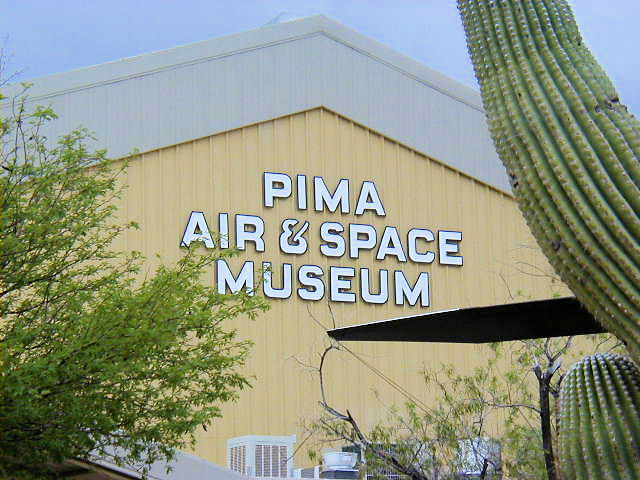
Główny budynek PIMA

Pima Air and Space Museum (PASM) – amerykańskie muzeum lotnictwa i przestrzeni kosmicznej zlokalizowane w Tucson w Arizonie. 
PASM po raz pierwszy została otwarta dla publiczności 8 maja 1976 roku. Sąsiaduje z bazą lotniczą Davis-Monthan Air Force Base, na terenie której znajduje się 309th Aerospace Maintenance and Regeneration Group odpowiedzialna za konserwację i przechowywanie samolotów US Air Force, któremu sprzyja pustynny klimat Arizony. Początkowo ekspozycja składała się z 75 samolotów prezentowanych na pustyni, dzisiaj muzeum w swoich zbiorach posiada ponad 250 maszyn zajmujących obszar 320 000 m². Oprócz eksponatów stojących na wolnym powietrzu w muzeum znajdują się również 4 hangary, w których zorganizowano wystawy tematyczne.